# Nongjia
Le nongjia (chinois simplifié : 农家 ; chinois traditionnel : 農家 ; pinyin : nóngjiā), aussi connu sous les noms école agricole,, école des agronomes, école de l'agriculture, est une ancienne philosophie chinoise agrarienne prônant un communautarisme et un égalitarisme utopique. Ses adeptes pensaient que la société chinoise devait suivre le modèle de celle de l'auguste sage antique Shennong, un héros populaire que la littérature chinoise décrivait comme « travaillant dans les champs comme tout un chacun et consultant chacun quand une décision devait être prise ». Ils encourageaient l'agriculture et enseignaient les techniques associées, car ils pensaient que le développement agricole était la clef d'une société stable et prospère.
L'école agricole fut réprimée durant la dynastie Qin et la plupart des textes originaux sont désormais perdus. Toutefois, les concepts qui lui sont attribués ont influencé le confucianisme, le légisme et la philosophie chinoise tout entière. Elle a eu une influence significative sur la pensée chinoise et est considérée comme un des fondements de l'identité chinoise.

## Histoire

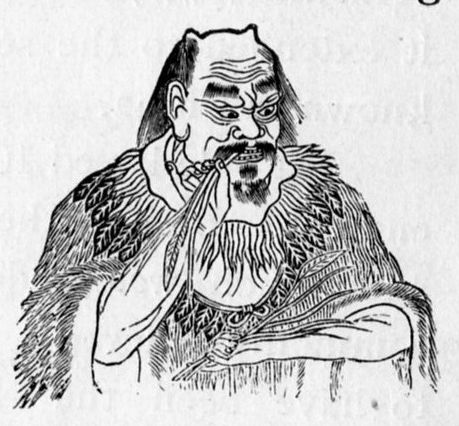
Pour les agriculturalistes, la gouvernance et l'accent mis sur l'agriculture par le dirigeant légendaire Shennong est un modèle de gouvernement idéal.

L'origine de l'école des agronomes remonte à la période des Printemps et Automnes et à la période des Royaumes combattants, précisément durant les « Cent écoles de pensée » qui s'est étalée de 770 à 221 av. J.-C. Au cours de cette période, les états rivaux en guerre, cherchant à unifier la Chine en un seul état, patronnaient des philosophes, des érudits et des professeurs. La concurrence entre les érudits pour l'attention des dirigeants a conduit au développement de différentes écoles de pensée et l'importance accordée à la retranscription des enseignements dans des ouvrages a encouragé leur diffusion. Il s'est ensuivi une ère caractérisée par des développements intellectuels et culturels significatifs. Les philosophies majeures chinoises, le confucianisme, le moïsme, le légisme et le taoïsme, datent toutes de cette période.
La tradition chinoise attribue l'origine de l'école au ministre chinois Hou Ji, une figure reconnue pour ses innovations dans l'agriculture. Les agrariens ont aussi mis en relief le rôle de Shennong, agriculteur divin, dirigeant semi-mythique de la Chine antique à qui les Chinois attribuent l'invention de l'agriculture. Shennong était considéré comme un proto-agrarien, dont la gouvernance et l'importance accordée à l'agriculture était un modèle de gouvernement agrarien idéal.
Xu Xing, un philosophe qui défendait l'école de l'agriculture, s'installa avec un groupe d'adeptes dans l'état de Teng vers 315 av. J.-C. Un de ses disciples rendit visite au philosophe confucéen Mencius et un court récit de leurs échanges à propos de la philosophie de Xu Xing nous est parvenu.
L'ascension de la dynastie Qin en 221 av. J-C a conduit à la purge des Cent écoles de pensée, y compris l'école des agronomes. La dynastie Qin, légiste, ne tolérait pas les autres écoles de pensée et chercha à brûler tout texte n'adhérant pas au légisme. À cause de cela, peu de textes subsistent encore et une grande partie de ce que l'on sait de cette école provient de jugements critiques des autres écoles philosophiques.
La bibliographie du Livre des Hans (IIe siècle) présente l'école agricole comme une des dix écoles philosophiques et cite 9 livres appartenant à cette école.

## Philosophie
L'école des agronomes est essentiellement une philosophie sociale, économique et politique. Elle est basée sur le fait que la société humaine émane du développement de l'agriculture et que les sociétés sont basées sur la « propension naturelle des hommes pour l'agriculture ». Les agrariens faisaient référence à un système politique ancien et idéal dans lequel « faire passer l'agriculture devant les autres préoccupations était le moyen grâce auquel les anciens rois sages dirigeaient leur peuple, raison pour laquelle Hou Ji s'était engagé dans l'agriculture, la considérant comme la graine pour instruire les masses ».

### Politique
Pour les agrariens, la société idéale, prenant pour modèle celle de Shennong, est communautariste, agrarienne et égalitaire. Ils pensaient que le gouvernement idéal est dirigé par un roi bienveillant qui travaille aux côtés de son peuple, labourant les champs. Un tel roi n'est pas payé par le gouvernement grâce à la trésorerie ; il tire sa subsistance des profits qu'il génère en travaillant dans les champs et en cuisinant ses propres repas et non grâce à son entourage. Xu Xing, un agrarien éminent, a proclamé :
« Le dirigeant de Teng est un honnête et dirigeant méritant. Toutefois, il doit encore écouter la Voie. Un dirigeant sage cultive la terre avec son peuple pour gagner sa vie. Il gouverne tandis qu'il cuisine ses propres repas. Dès lors, le fait que Teng dispose de greniers et de trésoreries signifie que [le dirigeant] impose des difficultés au peuple pour s'engraisser lui-même. Comment pourrait-il être un dirigeant méritant ? »
— Xu Xing, (en) Wiebke Denecke, The Dynamics of Masters Literature : Early Chinese Thought from Confucius to Han Feizi, Harvard University Press, 2011, p. 38

### Économie
Contrairement aux confucéens, les agrariens ne croyaient pas en la division du travail, arguant au contraire que les politiques économiques d'un état doivent être basées sur une auto-suffisance égalitaire. Les agrariens soutenaient l'idée de prix fixés ; tous les produits similaires, malgré les différences de qualité et de demande, auraient un prix identique invariable. Ils suggéraient aussi que la rémunération soit la même pour des services similaires, une politique critiquée par les confucéens car encourageant les produits de mauvaise qualité qui « détruisent les standards les plus honnêtes de l'artisanat ».

## Critiques
L'école agricole a été très largement critiquée par les écoles philosophiques rivales, y compris par le moïste Mo Zi, le confucéen Mencius et Yang Zhu. Mencius a critiqué Xu Xing, le principal défenseur de cette école, et ses préconisations concernant le travail dans les champs des dirigeants aux côtés de leurs sujets, argumentant que l'égalitarisme des agrariens supplantait la division du travail, élément central de la société. Il soulignait que les autres dirigeants chinois antiques ne travaillaient pas dans les champs et pourtant avaient eu autant de succès et étaient autant révérés que Shennong. Mencius rejetait l'opinion de Xu Xing comme étant celle d'un « barbare du sud jacassant ».

### Influence
La dynastie Qin légiste élimina les écoles philosophiques concurrentes, y compris l'école agricole, conduisant à la perte de nombreux textes. Toutefois, à son apogée, elle a profondément influencé les politiques agraires du confucianisme, du légisme et d'autres écoles philosophiques, un certain nombre de concepts associés initialement à l'école agricole se sont maintenus dans la philosophie chinoise. La transmission et la traduction des textes philosophiques chinois en Europe durant le XVIIIe siècle a eu une forte influence sur le développement de l'agrarisme en Europe. Précurseur de l'agrarisme moderne, la philosophie française agrarienne de François Quesnay et des physiocrates aurait été façonnée par les politiques agraires de la philosophie chinoise.